# لونته بوسه
لونته بوسه (انگلیسی: Levente Bősze؛ زادهٔ ۱۸ فوریهٔ ۲۰۰۹) بازیکن فوتبال اهل مجارستان است که در حال حاضر برای داک ۱۹۰۴ دونایسکا استردا در پست هافبک بازی می‌کند.
وی همچنین در تیم‌های ملی فوتبال زیر ۱۵ سال، زیر ۱۶ سال و زیر ۱۹ سال مجارستان بازی کرده است.